# Saint-Clair-d'Arcey
Saint-Clair-d'Arcey és un municipi francès situat al departament de l'Eure i a la regió de Normandia. L'any 2007 tenia 311 habitants.

## Demografia

### Població
El 2007 la població de fet de Saint-Clair-d'Arcey era de 311 persones. Hi havia 124 famílies de les quals 32 eren unipersonals (16 homes vivint sols i 16 dones vivint soles), 44 parelles sense fills i 48 parelles amb fills.
La població ha evolucionat segons el següent gràfic:
Habitants censats

### Habitatges
El 2007 hi havia 155 habitatges, 125 eren l'habitatge principal de la família, 17 eren segones residències i 12 estaven desocupats. Tots els 155 habitatges eren cases. Dels 125 habitatges principals, 102 estaven ocupats pels seus propietaris, 19 estaven llogats i ocupats pels llogaters i 4 estaven cedits a títol gratuït; 4 tenien dues cambres, 11 en tenien tres, 27 en tenien quatre i 83 en tenien cinc o més. 64 habitatges disposaven pel capbaix d'una plaça de pàrquing. A 48 habitatges hi havia un automòbil i a 70 n'hi havia dos o més.

### Piràmide de població
La piràmide de població per edats i sexe el 2009 era:
| Homes | Edats   | Dones |
| ----- | ------- | ----- |
| 0     | 95 o +  | 0     |
| 0     | 90 a 94 | 4     |
| 4     | 85 a 89 | 0     |
| 4     | 80 a 84 | 4     |
| 4     | 75 a 79 | 4     |
| 0     | 70 a 74 | 0     |
| 4     | 65 a 69 | 0     |
| 12    | 60 a 64 | 8     |
| 8     | 55 a 59 | 12    |
| 8     | 50 a 54 | 8     |
| 16    | 45 a 49 | 16    |
| 12    | 40 a 44 | 24    |
| 20    | 35 a 39 | 8     |
| 4     | 30 a 34 | 12    |
| 12    | 25 a 29 | 8     |
| 20    | 20 a 24 | 4     |
| 28    | 15 a 19 | 0     |
| 8     | 10 a 14 | 16    |
| 16    | 5 a 9   | 0     |
| 0     | 0 a 4   | 8     |

## Economia
El 2007 la població en edat de treballar era de 221 persones, 170 eren actives i 51 eren inactives. De les 170 persones actives 160 estaven ocupades (86 homes i 74 dones) i 10 estaven aturades (6 homes i 4 dones). De les 51 persones inactives 15 estaven jubilades, 22 estaven estudiant i 14 estaven classificades com a «altres inactius».

### Ingressos
El 2009 a Saint-Clair-d'Arcey hi havia 125 unitats fiscals que integraven 332 persones, la mediana anual d'ingressos fiscals per persona era de 20.417 €.

### Activitats econòmiques
Dels 6 establiments que hi havia el 2007, 3 eren d'empreses de construcció, 2 d'empreses financeres i 1 d'una empresa classificada com a «altres activitats de serveis».
Dels 3 establiments de servei als particulars que hi havia el 2009, 1 era un paleta, 1 lampisteria i 1 perruqueria.
L'any 2000 a Saint-Clair-d'Arcey hi havia 15 explotacions agrícoles que ocupaven un total de 1.188 hectàrees.

## Poblacions més properes
El següent diagrama mostra les poblacions més properes.